# Eunomia (Mythologie)
Eunomia (altgriechisch Εὐνομία Eunomía) ist in der griechischen Mythologie eine der Horen und damit eine Tochter des Zeus und der Themis.
Sie wurde als Personifikation der gesetzlichen Ordnung angesehen und bisweilen auch als Friedenshüterin gefeiert. Als ihre Schwestern nennen Hesiod und andere antike Schriftsteller Dike und Eirene, wenngleich manche Autoren auch andere Namen der Horen angeben.
Eine abweichende Abstammung der Eunomia führt der altgriechische Chorlyriker Alkman an, wonach ihre Mutter Promatheia (= „Vorsicht“) sowie ihre Schwestern Tyche und Peitho gewesen seien. Als eine der Horen genoss Eunomia kultische Verehrung. In Athen gab es nach dem Ausweis mehrerer Inschriften Priester für einen gemeinschaftlichen Kult der Eunomia und der Göttin Eukleia.